# Уршулин (гмина)
Уршулин (пол. Urszulin) — сельская гмина (волость) в Польше, входит как административная единица в Влодавский повет, Люблинское воеводство. Население — 4062 человека (на 2004 год).
Административный центр гмины — деревня Уршулин.

## Соседние гмины
1. Гмина Цыцув
2. Гмина Ханьск
3. Гмина Людвин
4. Гмина Сосновица
5. Гмина Стары-Брус
6. Гмина Вежбица